# Ai Se Eu Te Pego
"Ai Se Eu Te Pego"（葡萄牙語發音：[ˈaj ˈsj‿ew tʃi ˈpɛɡu]，假如我捕获了你）是一首巴西歌曲，由Sharon Acioly和Antônio Dyggs作曲。首先由樂隊Cangaia de Jegue錄製，在2011年由米歇爾·泰洛主唱的版本風靡全球。2012年1月他推出英語版本的Oh, If I Catch You。

## 米歇爾·泰洛版本
泰洛版本昶為巴西國內最熱門的單曲。2011年11月12日在西班牙推出數位下載版本，很快成為西班牙國內最熱門的單曲，隨後風靡至其它歐洲國家。至2012年7月，此單曲在全球已賣出超過1,600萬張。

## 大眾文化
此歌曲在足球運動中廣受歡迎。內馬爾是首位唱此歌的足球運動員，他在更衣室內唱歌跳舞，並將影片上傳到網路。後來此歌紅遍歐洲，皇家馬德里球員馬塞洛和C·羅納度進球後跳舞慶祝，而泰洛本人亦獲得一件皇馬球員簽名的球衣。

## 外部連結
- Micheltelo.com – 官方網站